# 樹林福慧寺
25°00′51″N 121°23′35″E / 25.014251°N 121.393143°E

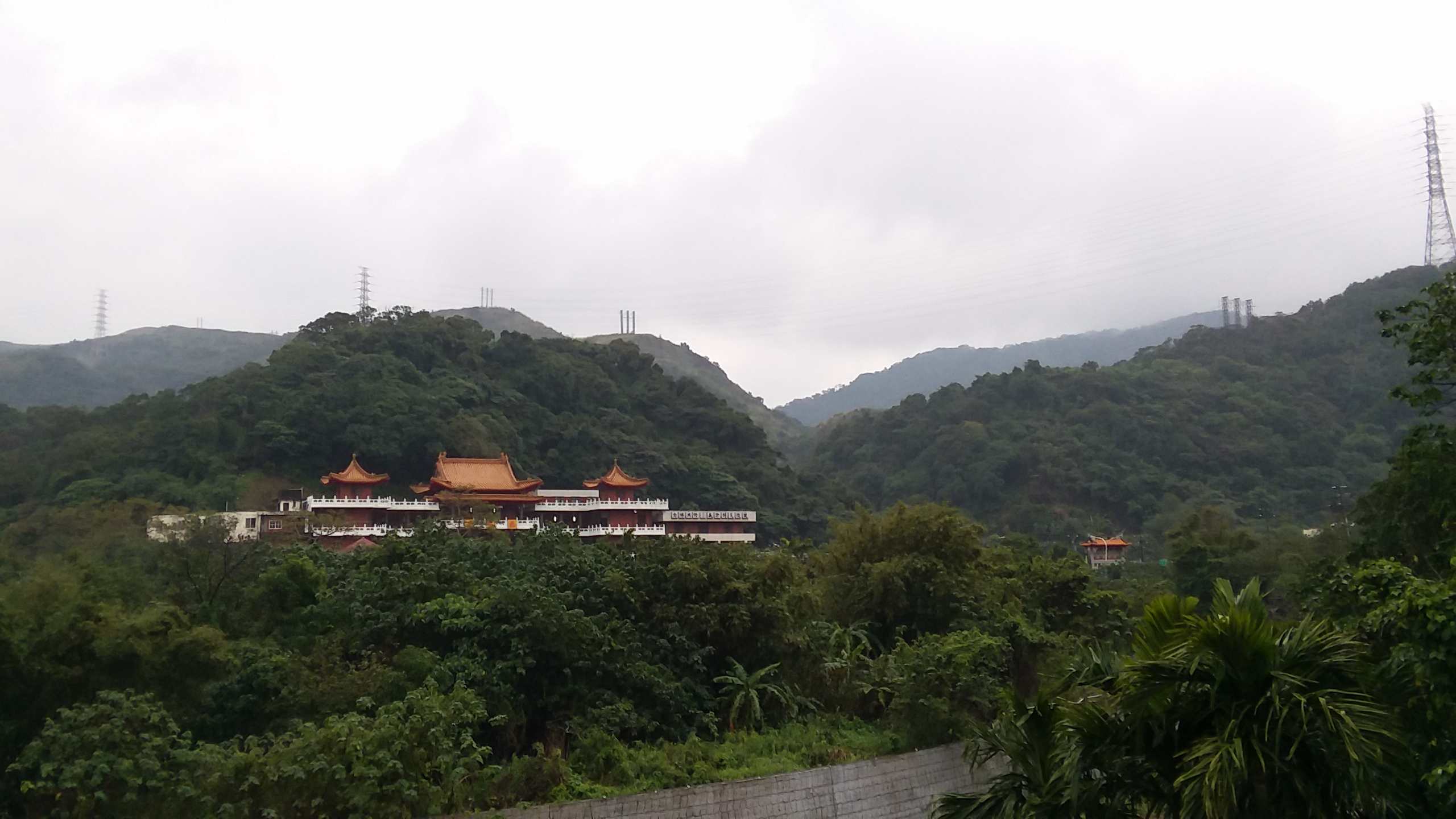
福慧寺山景

樹林福慧寺，位於臺灣新北市，開山祖師慧三老和尚，法脈為佛教賢首宗兼慈恩宗（法源為廣善寺）、曹洞宗傍支賈菩薩派（法源為天津東南城角清修院清池法師，以及唐密北京派穢跡金剛法知名道場

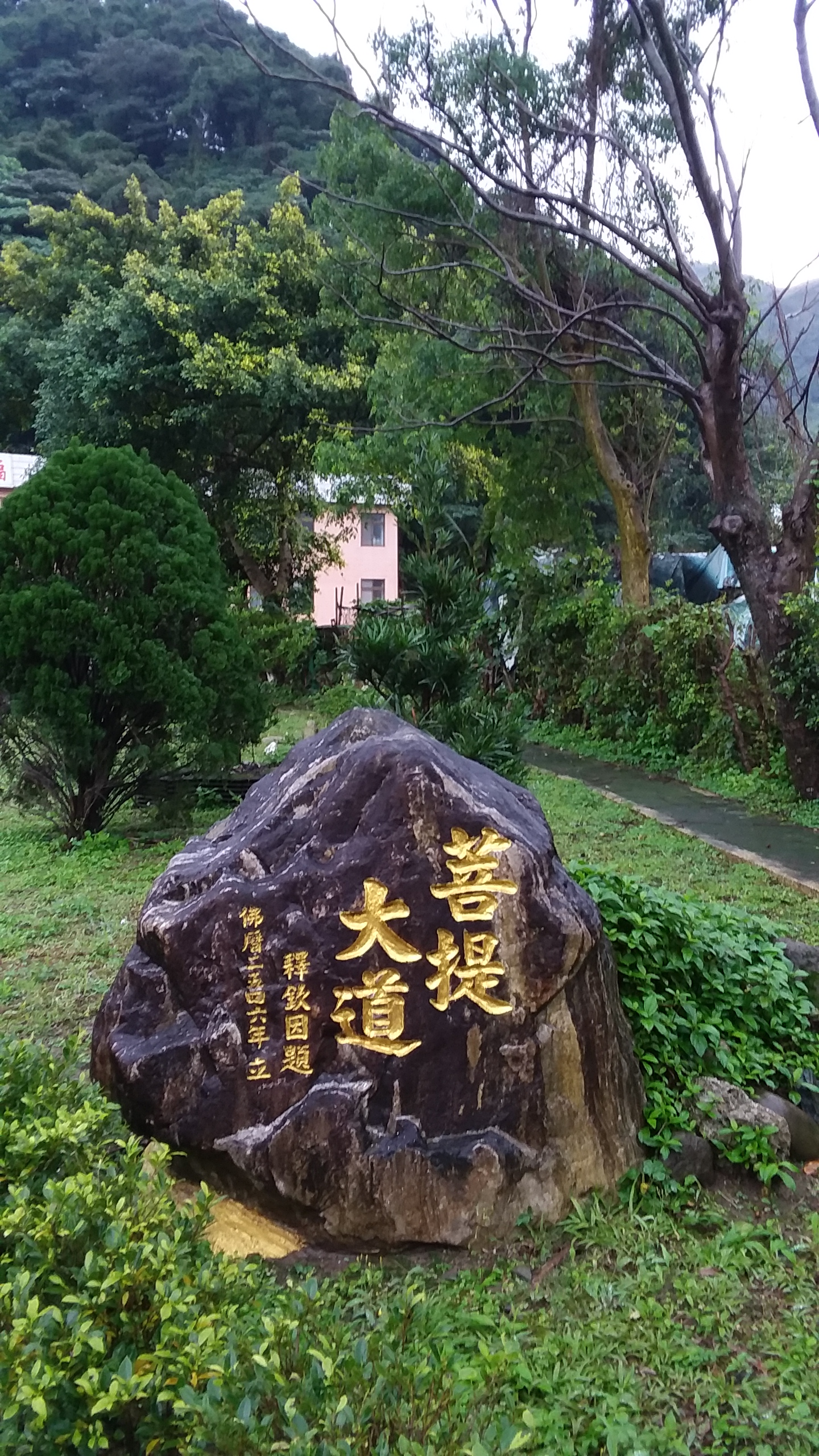
入口庭園的菩提大道石刻

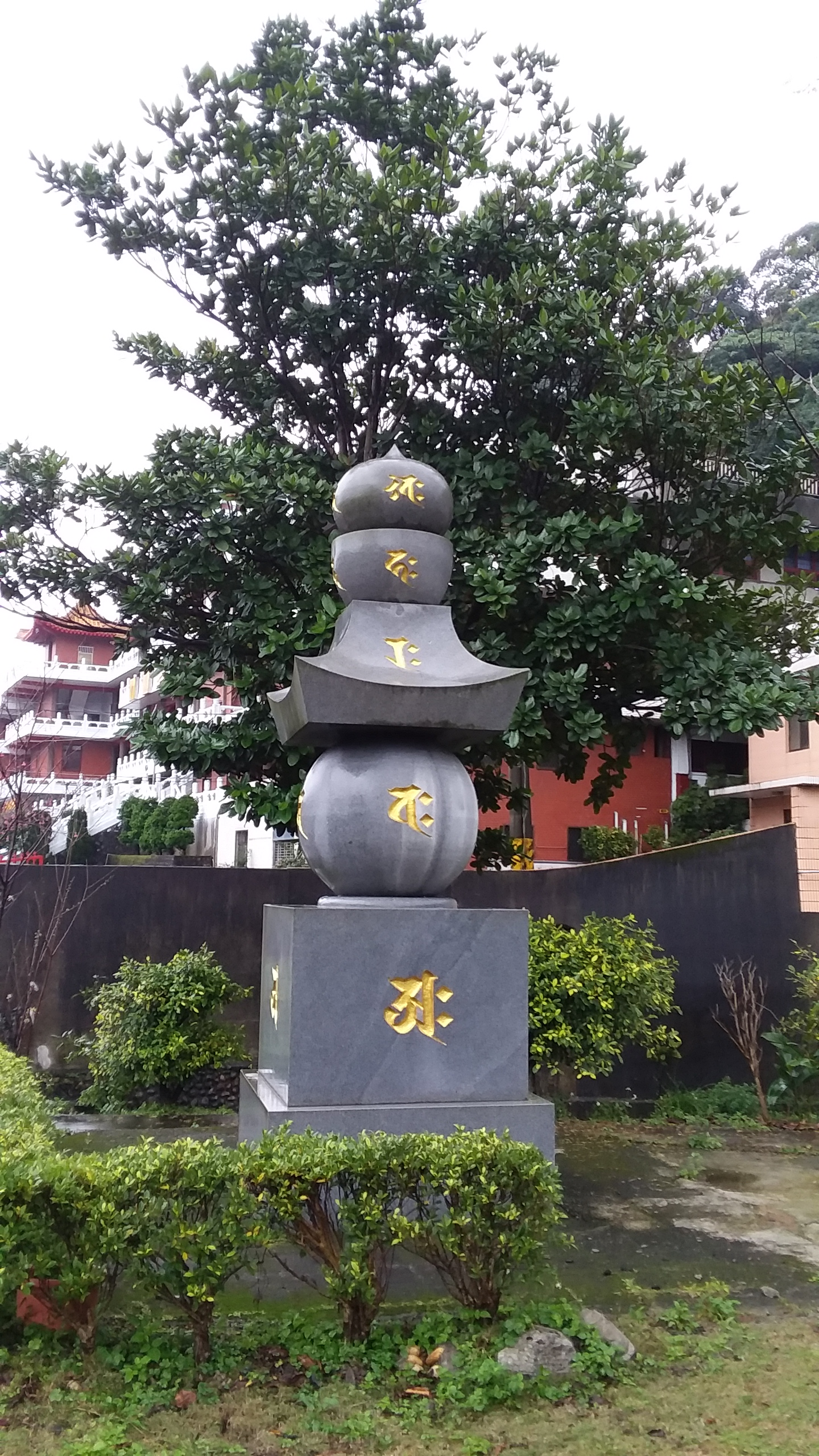
入口庭園的五輪塔

## 交通
- 自行開車

地址為樹林區三興路77號，但地理位置接近迴龍，行駛台一線可抵達。
- 公車

桃園捷運棕線先導公車或601線至福慧寺站。

## 歷史
- 1948年，慧三長老自北平來台渡眾。[2]
- 1955年，慧三長老於現址創建福慧寺開山佛殿，鑒於北京廣善寺祖庭已隳難復，遂定福慧寺為賢首宗祖庭。[3]
- 1956年，林菊居士於長老座下出家，法名敬德，號欽道。[4]
- 1961年，將茅草修建為佛殿屋頂
- 1962年12月6日，閻鳳麟居士於長老座下出家，法名敬緣，號欽因。[5]
- 1970年，建築佛殿右邊二層一樓地藏殿二樓普賢殿及寮房、廚房及齋堂。
- 1976年，建築佛殿左邊二層一樓觀音殿、二樓文殊殿及寮房中間加蓋二樓毘盧殿。
- 1981年，建築完工。
- 1986年，慧三長老預知時至，站立往生示寂，世壽86歲。僧臘69夏、戒臘67夏。
- 1991年，欽道和尚尼示寂。[6]
- 2009年8月30日，欽因長老於林口體育館廣傳唐密穢跡金剛法。
- 2010年9月5日，欽因長老第二度於林口體育館廣傳唐密穢跡金剛法。
- 2013年10月27日，欽因法師主持：福慧寺賢首宗兼慈恩宗四十二代法脈傳承大典，法子七位。體化法師續任住持。[7]
- 2018年1月22日13時10分，欽因長老示寂，世壽91歲，僧臘56載，戒齡55夏。先後剃度37位出家法子，傳賢首、慈恩宗法脈47人。

## 外部連結
- 樹林福慧寺官方網站